# Lars Otto Grundt
Pour les articles homonymes, voir Grundt.
Lars Otto Grundt (1918-1992) est un philologue norvégien.

## Biographie
Né le 8 juin 1918 à Trondheim, Lars Otto Grundt est archiviste paléographe (promotion 1945).
Il est d'abord secrétaire de programme à la Radiodiffusion française (1945-1946), puis bibliothécaire à l'Organisation des Nations-Unies (1947-1948). En 1971, il est nommé professeur de philologie française à la Norwegian School of Economics et, en 1973, professeur de langue française à l'université de Bergen.
Il meurt le 23 avril 1992 à Saint-Malo.